# Fiebre de amor
Fiebre de amor è il settimo album di Luis Miguel pubblicato nel 1985, colonna sonora del film omonimo.

## Tracce
1. Fiebre de amor – 3:37 (testo: Luisito Rey – musica: Luisito Rey)
2. Acapulco amor – 3:44 (testo: Luisito Rey – musica: Luisito Rey)
3. Sin ti, por tí – 3:42 (testo: Honorio Herrero – musica: Honorio Herrero)
4. Todo el amor del mundo (feat. Lucero) – 2:35 (testo: Luisito Rey – musica: Luisito Rey)
5. Este amor – 3:12 (testo: Luisito Rey – musica: Luisito Rey)
6. Noi, ragazzi di oggi – 3:34 (testo: Cristiano Minellono – musica: Toto Cutugno)
7. Fiebre de amor (instrumental) – 5:08 (testo: Luisito Rey – musica: Luisito Rey)
8. Siempre me quedo, siempre me voy – 4:15 (testo: Luisito Rey – musica: Luisito Rey)
9. Sueños – 3:10 (testo: Luisito Rey – musica: Luisito Rey)
10. Simpre te seguiré (Canta Lucero) – 3:12 (testo: Luisito Rey – musica: Luisito Rey)
11. Los muchachos de hoy (versione spagnola di "Noi, ragazzi di oggi") – 3:42 (testo: Cristiano Minellono – musica: Toto Cutugno)